# Кубок Македонії з футболу 2007—2008
Кубок Македонії з футболу 2007–2008 — 16-й розіграш кубкового футбольного турніру в Македонії. Титул вперше здобули Работнічкі.

## Календар
| Раунд       | Дата                        | Матчі | Клуби   |
| ----------- | --------------------------- | ----- | ------- |
| 1/16 фіналу | 19 вересня 2007             | 16    | 32 → 16 |
| 1/8 фіналу  | 24 жовтня/7 листопада 2007  | 16    | 16 → 8  |
| 1/4 фіналу  | 28 листопада/12 грудня 2007 | 8     | 8 → 4   |
| 1/2 фіналу  | 9 квітня/7 травня 2008      | 4     | 4 → 2   |
| Фінал       | 24 травня 2008              | 1     | 2 → 1   |

## 1/16 фіналу
| Команда 1              | Рахунок      | Команда 2               |
| ---------------------- | ------------ | ----------------------- |
| 19 вересня 2007        |              |                         |
| Гостивар (3)           | 3:6          | Вардар (Скоп'є)         |
| Ілінден (2)            | 0:0 пен. 5:4 | Побєда                  |
| Металург (Скоп'є) (2)  | 0:4          | Сілекс                  |
| Новаці (3)             | 0:0 пен. 3:4 | Тетекс (2)              |
| Дріта (Боговіньє) (2)  | 0:1          | Скоп'є (2)              |
| Превалец (3)           | 0:6          | Пелістер                |
| Арсімі (3)             | 0:4          | Македонія Гьорче Петров |
| Влазнімі (3)           | 2:4          | Ренова                  |
| Малеш (3)              | 1:8          | Мілано (Куманово)       |
| Фортуна (3)            | 0:1          | Шкендія                 |
| Нов Міленіум (2)       | 1:1 пен. 5:3 | Турново (2)             |
| Філіп Вторі (3)        | 0:0 пен. 4:5 | Напредок                |
| Вардар (Неготино) (2)  | 10:3         | Влазрімі (2)            |
| Побєда (Валандово) (2) | 0:1          | Брегальниця (Штип) (2)  |
| Работнічкі             | 13:0         | Кадино (3)              |
| Братство (3)           | -:+          | Башкімі                 |

## 1/8 фіналу
| Команда 1                  | Заг. | Команда 2               | 1-й матч | 2-й матч |
| -------------------------- | ---- | ----------------------- | -------- | -------- |
| 24 жовтня/7 листопада 2007 |      |                         |          |          |
| Башкімі                    | 3:6  | Македонія Гьорче Петров | 3:4      | 0:2      |
| Ілінден (2)                | 2:1  | Шкендія                 | 0:1      | 2:0      |
| Мілано (Куманово)          | 5:0  | Брегальниця (Штип) (2)  | 3:0      | 2:0      |
| Вардар (Неготино) (2)      | 3:7  | Нов Міленіум (2)        | 2:3      | 1:4      |
| Ренова                     | 6:2  | Напредок                | 5:1      | 1:1      |
| Сілекс                     | 1:2  | Скоп'є (2)              | 0:1      | 1:1      |
| Тетекс (2)                 | 0:4  | Вардар (Скоп'є)         | 0:3      | 0:1      |
| Пелістер                   | 0:4  | Работнічкі              | 0:0      | 0:4      |

## 1/4 фіналу
| Команда 1                   | Заг. | Команда 2       | 1-й матч | 2-й матч |
| --------------------------- | ---- | --------------- | -------- | -------- |
| 28 листопада/12 грудня 2007 |      |                 |          |          |
| Македонія Гьорче Петров     | 2:1  | Скоп'є (2)      | 2:1      | 0:0      |
| Работнічкі                  | 2:1  | Вардар (Скоп'є) | 2:0      | 0:1      |
| Нов Міленіум (2)            | +:-  | Ілінден (2)     | +:-      | +:-      |
| Мілано (Куманово)           | 4:2  | Ренова          | 2:0      | 2:2      |

## 1/2 фіналу
| Команда 1              | Заг.    | Команда 2               | 1-й матч | 2-й матч |
| ---------------------- | ------- | ----------------------- | -------- | -------- |
| 9 квітня/7 травня 2008 |         |                         |          |          |
| Работнічкі             | 1:1 (ч) | Македонія Гьорче Петров | 0:0      | 1:1      |
| Мілано (Куманово)      | 6:1     | Нов Міленіум (2)        | 4:0      | 2:1      |

## Фінал
| 24 травня 2008 18:00 (EEST) |

| Работнічкі       | 2:0      | Мілано (Куманово) |
| ---------------- | -------- | ----------------- |
| Неджипі 26', 42' | Протокол |                   |

| Градський парк, Скоп'є Глядачів: 5 000 Арбітр: Зоран Петковський |